# Giovanni Pico della Mirandola
Giovanni Pico della Mirandola (Mirandola, 24 de febrer de 1463 - 17 de novembre de 1494) fou un humanista i pensador italià.

## Biografia
Estudià a la Universitat de Bolonya i, amb només 14 anys, publicà Les decretals. Viatjà pel territori italià i més tard per França, on també va assistir a la universitat. Estudià llengües: grec, àrab, hebreu i caldeu, per tal d'entendre l'Alcorà, la càbala, els oracles caldeus i els diàlegs platònics en els seus textos originals.
El 1485, durant la seua estada a París, va llegir els treballs d'Averrois, el filòsof i teòleg asharita que introduí el pensament aristotèlic a Occident. Allí, va tenir la idea d'unificar les tradicions culturals supervivents en aquella època. L'any següent, ja de tornada a Itàlia, amb només vint-i-tres anys, raptà a Arezzo l'esposa de Giuliano Moriotto de Mèdici, un parent dels Mèdici florentins, per la qual cosa fou perseguit, atacat i ferit.
Després, a finals de l'any 1486, publicà a Roma les seves Conclusiones philosophicae, cabalisticae et theologicae, conegudes com les 900 tesis. Es tracta de nou-centes proposicions recollides de les més diverses fonts culturals, tant de filòsofs i teòlegs llatins com dels àrabs, els peripatètics i els platònics. No en va excloure tampoc els pensadors esotèrics, com Hermes Trismegist, ni els llibres hebreus. L'obra anava precedida d'una introducció, que titulà Discurs sobre la dignitat humana, text que s'ha convertit en clàssic i en què Pico formula tres dels ideals del Renaixement: el dret inalienable a la discrepància, el respecte per les diversitats culturals i religioses i, finalment, el dret al creixement i enriquiment de la vida a partir de la diferència.
Quant a les tesis, la seua intenció era demostrar que el cristianisme era el punt de convergència de les tradicions culturals, religioses, filosòfiques i teològiques més diverses. La seua intenció era que aquestes nou-centes conclusions es discutissin a Roma després de l'Epifania del 1487 pels doctes de tot el món per entaular una pau filosòfica entre els cultivadors de totes les doctrines.
Tanmateix, tretze d'eixes tesis foren considerades "sospitoses d'heretgia". El papa les vinculà amb la màgia cabalística i va prohibir seguir endavant amb el debat. Pico no va tenir millor idea que escriure una Apologia en la qual defensava eixes tesis qüestionades, de manera que els doctes clericals ho consideraren un acte de supèrbia i obstinació. Jutjat i condemnat per heretgia, Pico fou excomunicat, per la qual cosa va fugir a França, on fou detingut i conduït a la presó de Vincennes.
L'hereu al tron de França i futur rei, Carles VIII, intercedí al seu favor i fou alliberat. Després d'això, acceptà una invitació de Llorenç el Magnífic de Mèdici (1449-1492, banquer, polític i mecenes italià), i s'instal·là a Florència. L'any 1489, finalitzà l'Heptaplus, relat místic de la creació de l'univers, que versa sobre la gènesi buscant desentranyar els seus significats més recòndits. Dos anys després, amb vint-i-vuit anys, renuncià als seus béns i es lliurà a un profund fervor religiós. El papa Alexandre VI el va admetre una altra vegada a l'Església catòlica. Tanmateix, Pico no renuncià a cap de les seues tesis.
Ingressà en l'orde dels Dominics, els hàbits del qual no va arribar a vestir abans de la seua mort, succeïda als trenta-un anys, el 17 de novembre del 1494 (probablement a causa d'arsènic).